# Shang Zu Ding
Shang Zu Ding, var en kinesisk monark. Han var kung av Shangdynastin 1316–1308 f.Kr.